# Hacıahmetlidavutlu, Ağaçören
Hacıahmetlidavutlu là một xã thuộc huyện Ağaçören, tỉnh Aksaray, Thổ Nhĩ Kỳ. Dân số thời điểm năm 2010 là 155 người.